# جین ال کون
جین ال کون (انگلیسی: Gene L. Coon؛ ۷ ژانویهٔ ۱۹۲۴ – ۸ ژوئیهٔ ۱۹۷۳) یک فیلم‌نامه‌نویس اهل ایالات متحده آمریکا بود.